# Kloster Velehrad
Das Kloster Velehrad (deutsch auch Kloster Welehrad) in Velehrad in Tschechien war das älteste Zisterzienserkloster in Mähren und ist bis heute ein bedeutender Wallfahrtsort.

## Geschichte
Der Konvent von Velehrad wurde 1205 auf Initiative des Olmützer Bischofs Robert von England mit Unterstützung des mährischen Markgrafen Ladislaus Heinrich, Bruder des Königs Ottokar I., gegründet. Es war das erste Kloster der Zisterzienser in Mähren und wurde damals mit zwölf Ordensbrüdern aus Kloster Plasy (Plaß) besiedelt. Velehrad besiedelte selbst das Kloster Smilheim.
Die fünfschiffige romanische Klosterkirche „Mariä Himmelfahrt“ wurde 1228 eingeweiht. Mit einer Länge von einhundert Metern gehörte sie damals zu der größten Kirchenbauten im Königreich Böhmen.
Mittelalterliche Grundherrschaft sicherte dem Kloster Einkünfte und Versorgung. Eine Reihe Dörfer gehörten 1270 dazu, unter anderem Styboriz, Terdeowir, Temniz, Zadech, Hlamniz, Mladodiz, Bratsicowiz, Hermanstorf, Schonnebronne, Driscowiz, Ekhartslorf, Bohdanowiz, Darcowiz, Seiffridestorf, Merina, Piesche, Bolatiz und Zaberzi.
Während der Hussitenkriege überfielen die Hussiten am 12. Januar 1421 von der Burg Ostroh aus, die im Besitz des Hašek von Waldstein war, das Kloster Velehrad und brannten es nieder. Nachfolgend wurde es wieder aufgebaut und mehrmals baulich verändert. Ende des 17. Jahrhunderts erfolgte eine Umgestaltung im Stil des Barock unter Leitung von Giovanni Pietro Tencalla.
Die umfangreichen Güter im Herzogtum Troppau wurden von Stiebrowitz aus verwaltet.
Im Zuge der Josephinischen Reformen wurde das Kloster 1784 aufgehoben. Die Klosterkirche diente zunächst als Dorfkirche und wurde später dem Verfall preisgegeben. Die Klostergebäude wurden zweckentfremdet genutzt.
In der zweiten Hälfte des 19. Jahrhunderts wurde das Kloster restauriert. 1890 nahmen es die Jesuiten unter ihre Obhut. Das Kloster war Ort der Velehrader Unionskongresse (1907–1948), die nach einer Annäherung und Einigung zwischen der römisch-katholischen und der orthodoxen Kirche im östlichen Europa strebten. 
Die Kirche wurde durch Papst Pius XI. am 25. Jänner 1928 aus Anlass der 700-Jahr-Feier zur Basilica minor erhoben. Zwischen 1935 und 1938 erfolgten unter Leitung des Architekten Klaudius Madelmayr Restaurierungsarbeiten an der Basilika. Während des kommunistischen Regimes wurde das Kloster 1950 aufgelöst und nach der Samtenen Revolution 1990 an die Jesuiten zurückgegeben. Im selben Jahr besuchte Papst Johannes Paul II. das Kloster. Bei dieser Gelegenheit verwies er auf die Bedeutung der Slawenapostel Kyrill und Method.